# برنامه تعویض سرنگ

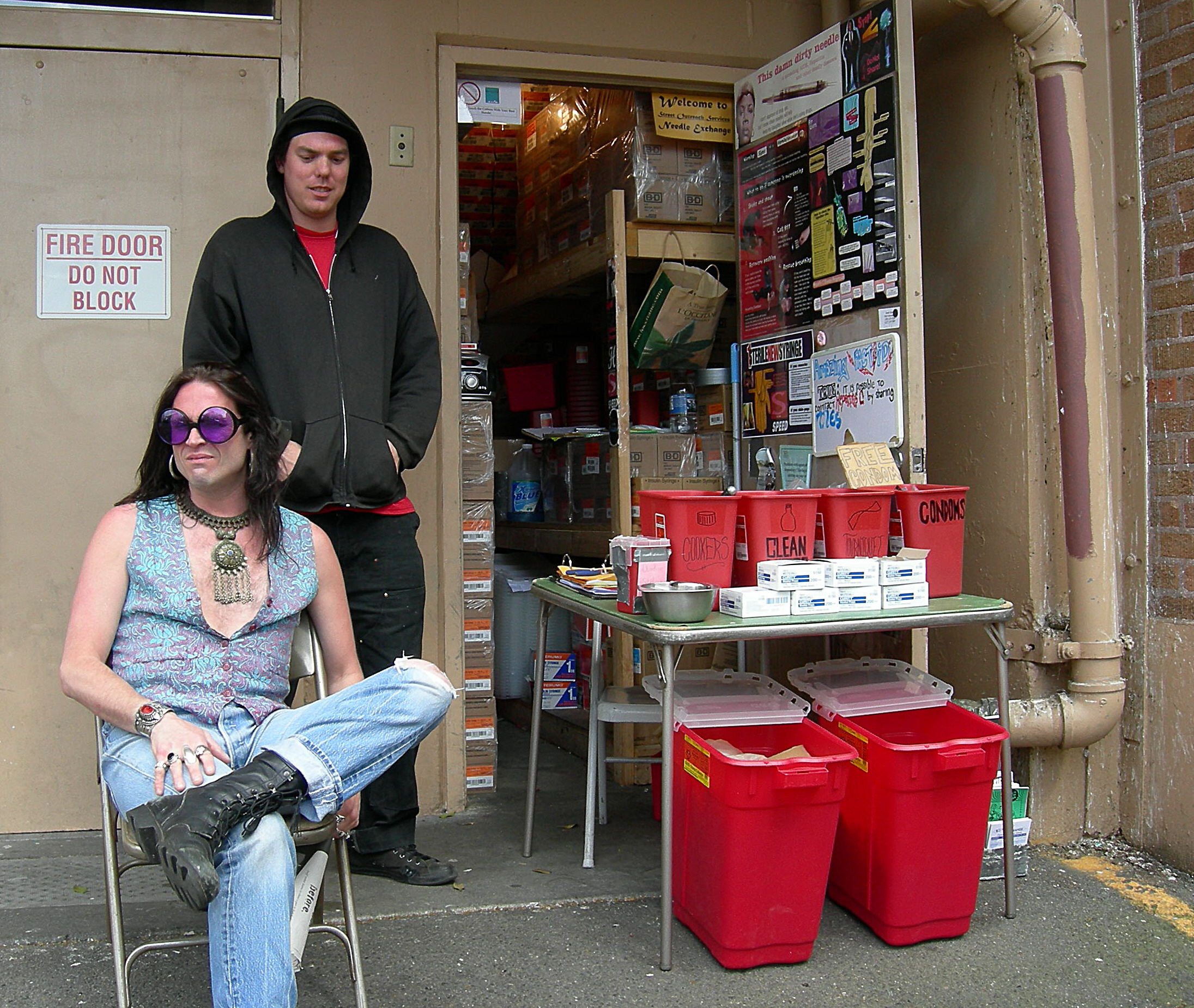
خدمات مددکاری خیابانی تعویض سرنگ در سیاتل، ایالت واشینگتن

برنامه تعویض سرنگ یا تعویض سوزن‌های تزریقی، یک سیاست گهگاه بحث‌برانگیز اجتماعی و مبتنی بر نگرش کاهش آسیب است. این برنامه برای مصرف کنندگان تزریقی مواد مخدر که سرنگ‌های مشترک را به کار می‌برند در نظر گرفته شده‌است و به آنان سرنگ‌های رایگان یا با هزینه‌ای اندک داده می‌شود.